# Jamie (chanteuse)
Pour les articles homonymes, voir Jamie.
Park Ji-min, mieux connue sous les noms de Jimin Park ou Jamie Park, communément appelée Jamie depuis le 22 avril 2020, est une chanteuse et présentatrice sud-coréenne née le 5 juillet 1997 à Daejeon. Elle est connue pour avoir été membre du duo 15& de 2012 à 2019, et co-animatrice de l'émission anglophone de K-pop After School Club depuis mars 2015.

## Biographie
Elle a vécu en Thaïlande pendant huit ans et a étudié à l'université Garden International School à Bangkok, où elle était connue sous le nom de Jamie. Sa famille vit actuellement à Séoul. Park Jimin parle coréen (sa langue maternelle), anglais couramment et quelques mots de thaï. Elle est diplômée de la Hanlim School of Performing Arts, école qui a également été fréquentée par Yugyeom de Got7 et Cho Seung-youn. 
Depuis 2015, elle fait partie d'un groupe non-officiel nommé MOLA avec les chanteurs Cho Seung-youn et NATHAN, avec qui elle a composé deux chansons. En 2017, le chanteur Kino du boys band Pentagon et Vernon du groupe Seventeen les rejoints. Un an plus tard, le quintet révèle la chanson Chillin' sur YouTube.
Le 5 avril 2015, elle a commencé une carrière solo avec le titre Hopeless Love sous le nom de scène Jimin Park.

## Discographie

### Mini-albums
| Titre       | Détails                                                                             | Position         | Position         | Ventes |
| Titre       | Détails                                                                             | Gaon Album Chart | Billboard charts | Ventes |
| ----------- | ----------------------------------------------------------------------------------- | ---------------- | ---------------- | ------ |
| 19 to 20    | - Sortie :23 août 2016 - Label : JYP Entertainment - Format : CD, digital download  | —                | 11               | NC     |
| jiminxjamie | - Sortie : 4 septembre 2018 - Label : JYP Entertainment - Format : digital download | —                | —                | NC     |

### Singles

#### Artiste solo
- 2015 : Hopeless Love
- 2016 : Try
- 2018 : April Fools
- 2019 : Stay Beautiful

#### Featurings
- 2015 : Busan Memories (부산에 가면) avec J. Y. Park & Bernard Park
- 2015 :  Dream feat Eric Nam
- 2016 : Look Alike (닮아있어) avec D.ear
- 2018 : I'm All Ears (다둘어줄게) avec Choi Young-jae
- 2018 : Nirvana feat Ravi
- 2020 : Numbers feat Changmo
- 2020 : Apollo 11 feat Jay Park
- 2021 : Witch feat Cheetah, Hyoyeon (Girls' Generation), Jiwoo (Kard), Yeeun (CLC)